# Adam Bartsch
Adam von Bartsch (Beč, 17. kolovoza 1757. – Hietzing, 21. kolovoza 1821.), austrijski crtač, bakrorezac i pisac
Istaknuo se kao crtač medalja kovanih u doba Marije Terezije, a napravio je oko pet stotina grafičkih listova, najviše prema crtežima starih majstora. 